# مهارلو (سروستان)
دهستان مهارلو از توابع بخش کوهنجان شهرستان سروستان است.
دریاچهٔ مهارلو که به نام روستا و در مجاورت آن است، مهم‌ترین جاذبهٔ طبیعی منطقه، و یکی از جاذبه‌های طبیعی استان است. همچنین یک امامزاده به نام بی بی شریفه مهارلو نیز در روستا وجود دارد
دریاچه مهارلو، چشمه مهارلو و شکوفه درختان بادام در فصل بهار از جاذبه‌های این روستا است
از مکان‌های دیگر این روستا می‌توان به باغات انجیر و کاروانسرای شاه عباسی در نزدیکی روستای پشت پر و چشمه آب معدنی روستا که برای امراض پوستی مفید است نام برد

## اقتصاد
اقتصاد روستای مهارلو بر پایهٔ دامداری، باغداری و کشاورزی استوار است. اقتصاد روستا کمی نیز از گردشگر تأمین می‌شود.

## دریاچهٔ مهارلو
دریاچهٔ زیبای مهارلو و یکی از تأمین‌کننده‌های نمک صنعتی در کشور با داشتن رنگ صورتی یک منبع اقتصادی برای منطقه محسوب می‌شود و همچنین دریاچهٔ مهارلو مرز بین شهرستان شیراز و شهرستان 
سروستان  است وجادهٔ منتهی به دریاچه با عبور از درختان بادام و انار حوالی دریاچه باعث شده مهارلو به عنوان یکی از مهم‌ترین قطب‌های گردشگری استان به‌حساب آید که متاسفانه جدیدا رو به خشکی برده و آب منطقه شور شده است که بهبود وضعیت توسط مسئولان استانی پیگیری می‌شود.